# Danses tchèques de Smetana
Les Danses tchèques sont un cycle de quatorze pièces pour piano en deux recueils de Bedřich Smetana. Composé en 1877, et en 1879 pour le deuxième recueil qui est une réponse aux danses slaves de Dvořák pour lequel Smetana avait un double sentiment d'estime et de défiance. À la différence de Dvorak qui réinvente un folklore slave, Smetana utilise des thèmes  folkloriques tchèques authentiques. C'est par ce cycle qu'il a achevé sa création pour piano.

## Analyse de l'œuvre
Recueil I
1. Non molto allegro (fa dièse mineur)
2. Moderato (la mineur)
3. Allegro (fa majeur)
4. Lento (si bémol majeur)

Recueil II
1. Furiant (Presto, la mineur)
2. Slepicka, La Petite Poule (Moderato, en si bémol majeur)
3. Oves, L’Avoine (Andantino, en la bémol majeur)
4. Medvěd, L’Ours (Allegro, en ut majeur)
5. Cibulicka, Le Petit Oignon (Moderato, en sol majeur)
6. Dupák, Le Trépignement (Vivacissimo, en si bémol majeur)
7. Hulan, L’Uhlan (lancier slave) (Andantino, en la majeur)
8. Obkročák, L’Enjambante (Allegro, en mi bémol majeur)
9. Sousedská, La Danse du Voisin (Moderato, en si majeur)
10. Skočna, La Sauteuse (Vivace, en la majeur)

## Source
- François-René Tranchefort (dir.), Guide de la musique de piano et de clavecin, Paris, Fayard, coll. « Les indispensables de la musique », 1987, 870 p. (ISBN 978-2213016399, BNF 34978617), p. 786